# Elmano Silva
Elmano Silva Santos, também conhecido como Mano (Recife, PE, 21 de abril de 1942) é um desenhista e roteirista de histórias em quadrinhos, pintor, teatrólogo, ator, poeta e orientador artístico brasileiro. Viveu durante algum tempo em Garanhuns, interior de Pernambuco. Vive atualmente no Rio de Janeiro. Ficou famoso na cena dos quadrinhos de terror ao serem publicados seus desenhos, em geral roteirizados por ele mesmo, em revistas de terror na década de 1970 e 1980 pela Editora Vecchi. Atualmente têm um álbum pronto de Sinhá Preta e aguarda alguma editora para publicá-lo. Também ilustrou alguns livros pela editora Ao Livro Técnico.

## Características
As histórias escritas e desenhadas por Elmano usualmente se passavam no sertão do Nordeste brasileiro e traziam como tempero superstições, lendas, figuras míticas e mitos daquelas paragens. Alguns de suas personagens são baseados em figuras reais. Mas nem todas as suas histórias se passavam no Nordeste, por exemplo Boiúna se passa numa floresta, próximo a uma tribo indígena e Botija Sinistra se passa no interior de Minas Gerais. Publicou e publica material além do tradicional terror, como ficção-científica, faroeste e até infantil.
Teve suas obras publicadas nas seguintes revistas:
- Spektro
- Pesadelo
- Sobrenatural
- Calafrio
- Mestres do Terror
- Revista Medo
- Gritos de Terror/Noites Macabras
- Coleção Assombração/Almanaque Assombração[6]/Seleções de Assombrações (Ediouro, 1995)

## Criações (histórias e séries)
- Boiuna
- Silas Verdugo, o Homem do Patuá[7][8]
- Sinhá preta
- O Filho de Satã
- A Botija Sinistra
- Krahomim (SM Editora)[9]